# Rhaphithamnus venustus
Rhaphithamnus venustus là một loài thực vật có hoa trong họ Cỏ roi ngựa. Loài này được (Phil.) B.L.Rob. miêu tả khoa học đầu tiên năm 1916.